# 1409

## Esdeveniments
Països Catalans
- 10 de març, Montserrat: una butlla papal de Benet XIII converteix el monestir de Montserrat de priorat en abadia.[1]
- Primer centre per a malalts mentals a Espanya, l'asil dels innocents de València.

Resta del món
- Pisa: Concili de Pisa: En el marc del Cisma d'Occident s'escull com a Papa Alexandre V, excomunicant Benet XIII d'Avinyó i Gregori XII. Tot i que la intenció era d'acabar amb el cisma, es passa de tenir dos papes rivals a tenir-ne tres.

## Naixements
Països Catalans
Resta del món
- 7 d'octubre - Visegrád (Regne d'Hongria): Elisabet de Luxemburg, consort d'Hongria i Bohèmia, i duquessa consort d'Àustria.

## Necrològiques
Països Catalans
Resta del món
- Beatriu de Portugal, reina de Portugal i reina consort de Castella i Lleó.[2]